# 오스피치오 베르니나역
오스피치오 베르니나역(Ospizio Bernina)은 래티셰 철도의 베르니나선에 있는 역이다. 역은 그라우뷘덴주의 엥가딘과 포스키아보 계곡 사이의 베르니나 고개 근처, 비앙코 호수 기슭에 있다. 역에서 50m 높이에 있는 길가에 있는 호스텔(역사적으로 이탈리아어로 ospizio)의 이름을 따서 명명되었다. 행정적으로 이 지역은 포스키아보의 지자체에 속한다.
해발 2,253m의 오스피치오 베르니나(Ospizio Bernina)는 베르니나 철도와 전체 래티셰 철도 네트워크에서 가장 높은 역이자 가장 높은 지점이다. 그것은 또한 그라우뷘덴주와 동부 스위스에서 가장 높은 기차역이다. 베르니나 철도는 특히 유럽에서 가장 높은 철도 건널목이다. 혹독한 겨울 조건에도 불구하고 연중 내내 이 노선에서 양방향의 시간별 서비스가 운행된다.
역에는 여러 개의 측선과 함께 플랫폼이 제공하는 두 개의 주요 통과 트랙이 있다. 역에는 3층짜리 석조 역사 건물이 있으며, 여러 유지 보수 건물도 있다. 주목할만한 특징은 역으로 향하는 남쪽 진입로가 실제로 이 건물 중 하나를 통과한다는 것이다. 이 건물은 또한 선로의 제설기, 변전소와 주거용 주택에서 사용하기 위한 덮개가 있는 턴테이블(다른 트랙에 있음)을 통합한다.
철도역은 1910년 노선이 완공되면서 개통되었다. 역 건물은 개통 당시부터였으나 1925년 증축하여 기존의 모습을 갖추었다. 개통 당시 역의 높이는 2,256m로 측정되었으며, 이 값은 역에 있는 하나 이상의 원래 기호에 반영된다.

## 운행편
다음 서비스는 오스피치오 베르니나에서 정차한다.
- 레기오 : 생모리츠와 티라노 사이를 매시간 운행

## 갤러리

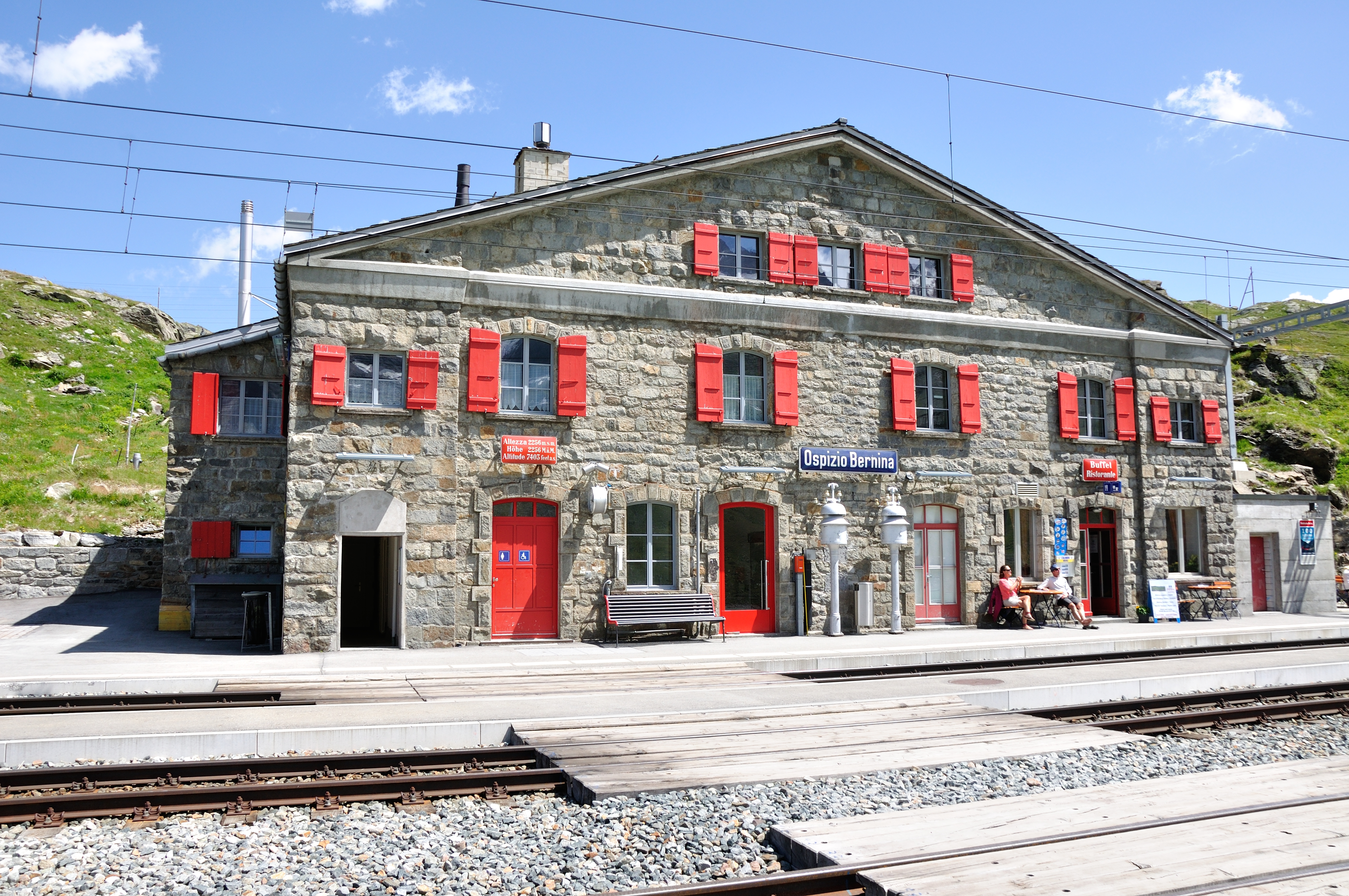
역 전면
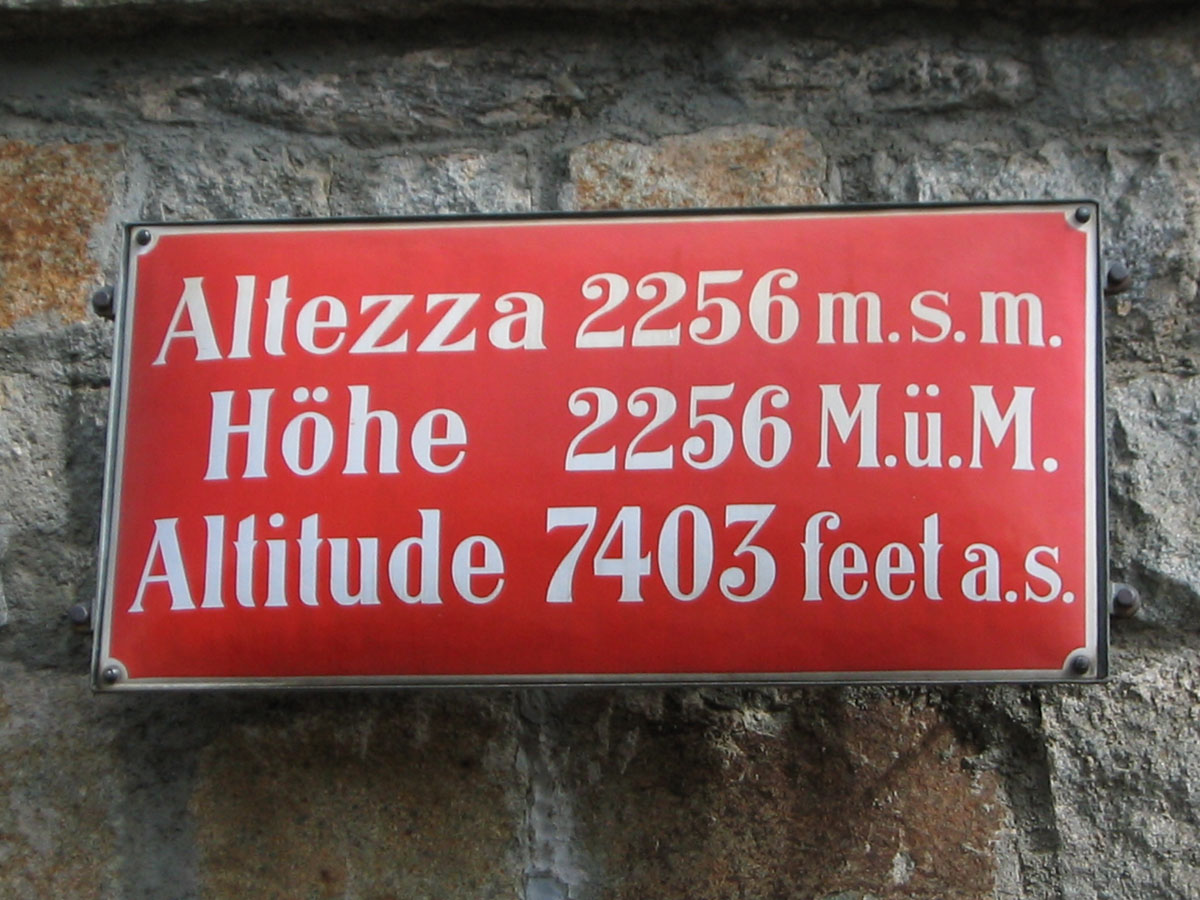
역 정면에 있는 오래된 시간 표시판
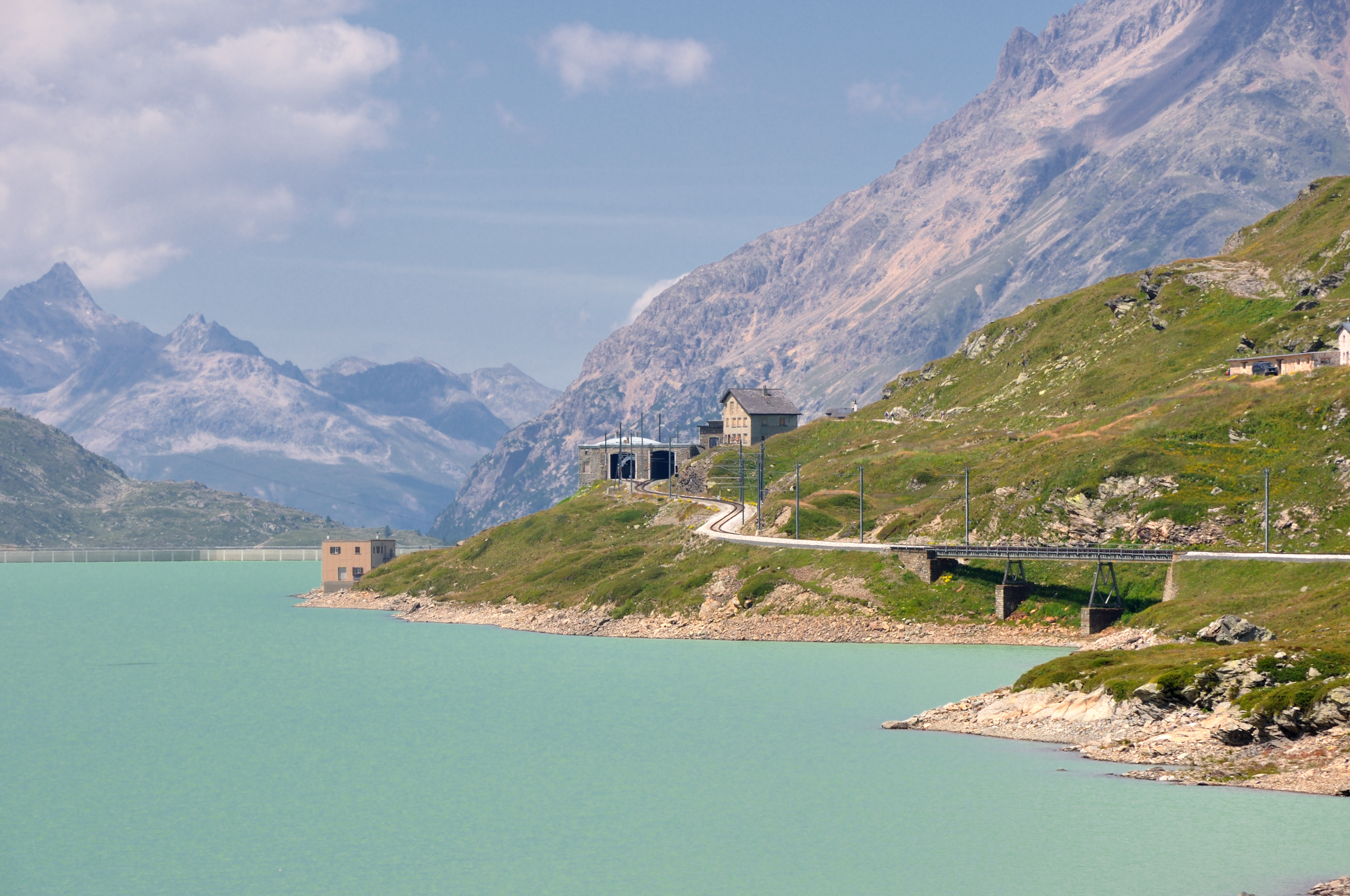
비앙코 호수와 베르니나선 역 바로 남쪽